# Липош
 Тази статия е за бившето село в Сярско, Гърция.  За селото в Полша вижте Липуш (Полша).  
Лѝпош или Лѝпуш (на гръцки: Φιλήρα, Φιλύρα, Филира, до 1927 година Λιπόσι, Липоси) е бивше село в Егейска Македония, в Гърция, разположено на територията на дем Синтика, област Централна Македония.

## География
Селото е било разположено в южните склонове на Беласица (на гръцки Белес или Керкини), източно от Горни Порой (Ано Пороя), над днешното село Неохори, под едноименния връх Липош.

## История

### Етимология
Според Йордан Н. Иванов името е от личното име Липо с наставка -уш, като Димитруш от Димитър, Николуш от Никола или от липа и рядката наставка - уш, подобно на пустош. Сравними са разширеното с наставка -ица тетевенско село Липошица, както и полското село Липуш (Lipusz). Към същия тип имена се отнася още Мокрош, Дървош, Стърмош и други.

### В Османската империя
Според османски данъчни регистри на немюсюлманското население от вилаета Тимур Хисаръ̀ от 1616 – 1617 година броят на джизие ханетата (домакинствата) в Липош е 46. Според документ от 1625 година ханетата в селото са 35.
През XIX век Липош е село в Демирхисарска каза на Серски санджак. В „Етнография на вилаетите Адрианопол, Монастир и Салоника“, издадена в Константинопол в 1878 година и отразяваща статистиката на населението от 1873 година, Липош (Lipoche) е посочено като село с 30 домакинства и 100 жители българи.
В 1891 година Георги Стрезов пише за селото:
| „ | Липош, чифлик на поройския богаташ Омер бег. Земеделци, дърводелци и скотовъдци; развъждат свине. Има гръцка църква и гръцко училище с 15 ученика. Ако учителят знае български, понякога учи и български. 10 турски и 50 български къщи. | “ |

Според Васил Кънчов („Македония. Етнография и статистика“) през 1900 година в Липош живеят 350 души българи.
В началото на XX век жителите на Липош са под върховенството на Цариградската патриаршия. По данни на секретаря на Българската екзархия Димитър Мишев („La Macédoine et sa Population Chrétienne“) в 1905 година в Липош (Lipoche) има 480 българи патриаршисти гъркомани и 90 власи. В селото има начално гръцко училище с един учител и 15 ученици. Към 1906 година селото има 70 къщи.
Селото е освободено от османска власт през октомври 1912 година по време на Балканската война от Седма рилска дивизия. При избухването на войната четирима души от Липош са доброволци в Македоно-одринското опълчение.

### В Гърция
По време на Междусъюзническата война на 9 юли 1913 година в селото влизат гръцки части. След войната Липош става в пределите на Гърция. Голяма част от българското население се изселва в България, предимно в Димидово и Коларово.
През 20-те години на XX век в селото са заселени гърци бежанци от Мала Азия. Според преброяването от 1928 година Липош е смесено местно-бежанско село с 39 бежански семейства и 144 души.

## Личности
Македоно-одрински опълченци от Липош
- Аврам Георгев, 3 рота на 7 кумановска дружина, бит на 9 юли 1913 година[12]
- Стойко Ташев, четата на Тошо Стоянов[13]
- Стоян Манчев, четата на Тошо Стоянов[14]
- Стоян, четата на Дончо Златков[15]